# Alpha Columbae
Désignations
Alpha Columbae (α Col / α Columbae), également nommée Phact, est l'étoile la plus brillante de la constellation de la Colombe. Sa magnitude apparente est de 2,65. D'après la mesure de sa parallaxe annuelle par le satellite Hipparcos, elle est située à environ ∼ 261 a.l. (∼ 80 pc) de la Terre. Elle s'éloigne du Système solaire à une vitesse radiale d'environ +35 km/s.

## Noms
Phact est le nom propre de l'étoile qui a été approuvé par l'Union astronomique internationale le 20 juillet 2016. Il s'agit d'un nom traditionnel qui provient de l'arabe Al-Fakhitah qui signifie « la colombe ». Il a également pu être orthographié sous les variantes Phakt, Phaet, Phad ou encore Fakt.

## Principales caractéristiques
Alpha Columbae est une étoile bleu-blanc de la séquence principale de type spectral B9Ve. C'est une étoile Be (ce qui se traduit par la lettre « e » dans son type spectral) ainsi qu'une variable de type γ Cassiopeiae suspectée, avec une magnitude apparente qui a été observée varier entre 2,62 et 2,66.